# Política Nacional de Regulação do Sistema Único de Saúde
A Política Nacional de Regulação do Sistema Único de Saúde foi instituída pelo Ministério da Saúde, através da Portaria Nº 1.559, de 1º de agosto de 2008, e consiste de um instrumento de gestão do sistema de saúde que visa garantir a organização das redes e fluxos assistenciais. Estabelece três dimensões para a regulação: dos sistemas de saúde, da atenção à saúde e do acesso à assistência. Através da ação de regulação, o Estado assume uma função de mediador coletivo, valendo-se de diversificadas estratégias para garantir o cumprimento dos princípios e diretrizes do SUS. Esta política determinou a implantação dos complexos reguladores, compostos pelas centrais de regulação ambulatorial, hospitalar e de urgências.